# Mariensäule (Eresing)

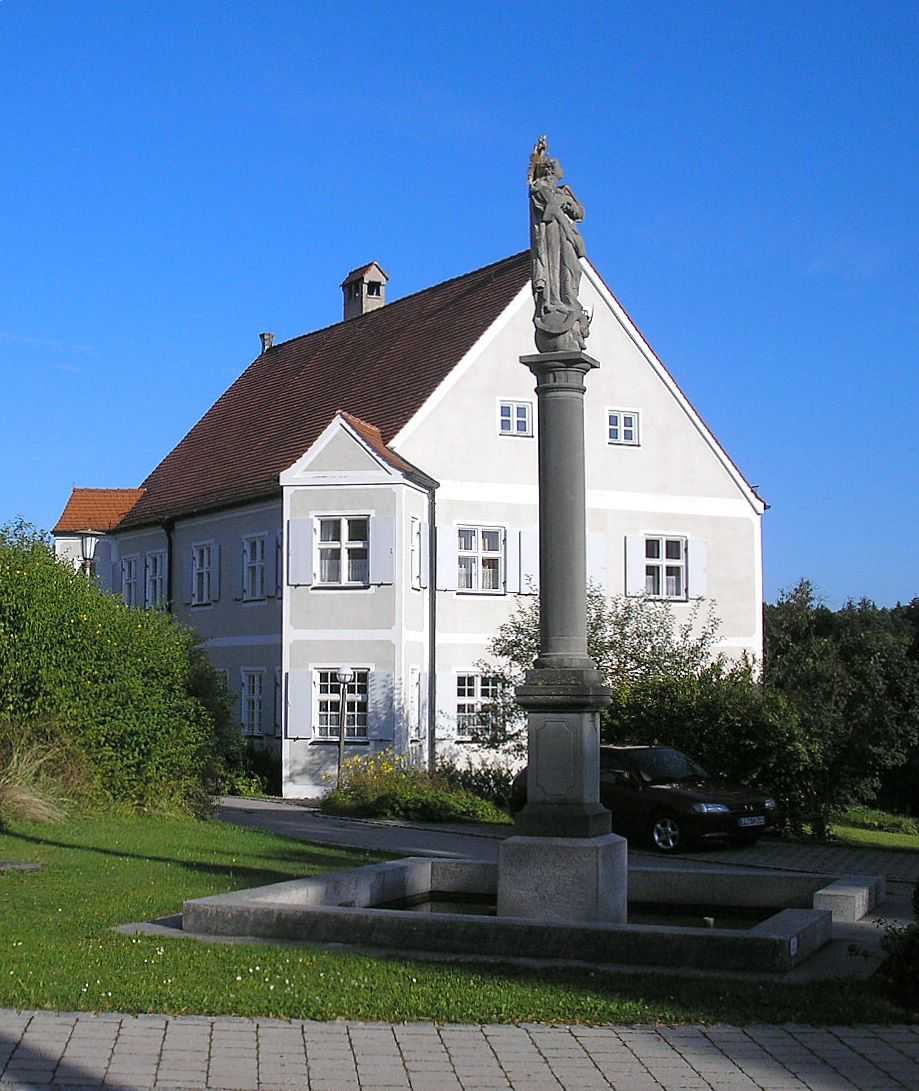
Mariensäule in Eresing, dahinter das Pfarrhaus

Die Mariensäule in Eresing, einer Gemeinde im oberbayerischen Landkreis Landsberg am Lech, wurde 1776 errichtet. Die Mariensäule an der Kaspar-Ett-Straße ist ein geschütztes Baudenkmal.
Die Mariensäule wurde laut Inschrift vom Besitzer des Riedhofs, Joseph Aumüller, gestiftet. Sie wurde 1969 an den jetzigen Standort versetzt.
Die barocke Sandsteinsäule auf rechteckigem Podest trägt eine Mondsichelmadonna mit vergoldetem Strahlenkranz. Das Brunnenbecken wurde 1999 geschaffen. 